# كريغ كوفي
كريغ كوفي (بالإنجليزية: Graig Covey)‏ (مواليد 1957) سياسي أمريكي شغل منصب رئيس بلدية مدينة فيرندال بولاية ميشيغان من عام 2008 إلى عام 2011. وكان ثاني رئيس بلدية مثلي الجنس علنا يتم اننتخابه في ولاية ميشيغان. استقال من منصبه في عام 2010 لشغل مقعد في لجنة مقاطعة أوكلاند، حيث خدم لفترة ولاية واحدة. وهو عضو في الحزب الديمقراطي الأمريكي.

## سيرة شخصية
وُلد كوفي في كولومبوس بولاية أوهايو، وكان ناشطًا ومديرًا تنفيذيًا لمندمة «ستاونوول يونيون» (بالإنجليزية: Stonewall Union)‏ (ستاونوول كولومبس حاليا) في الثمانينيات. عاش في ميشيغان منذ انتقاله إلى الولاية ليصبح المدير التنفيذي لمنظمة ميشيغان لحقوق الإنسان في عام 1985 وعاش في مدينة فيرندال من عام 1989 حتى عام 2017.

## النشاط في الدفاع عن حقوق المثليين
انتقل كوفي إلى ميشيغان من أوهايو لرئاسة منظمة «ميشيغان لحقوق الإنسان» («المساواة ميشيغان» حاليا) في عام 1985. يُنسب إليه الفضل في تنظيم أول مسيرة فخر للمثليين والمثليات في ديترويت، وهو حدث عُرف فيما بعد باسم فخر موتور سيتي للمثليين. وأسس «مشروع الوقاية من الإيدز في الغرب الأوسط» (بالإنجليزية: The Midwest AIDS Prevention Project)‏. أسس في عام 2001 منظمة لا كومونيداد (بالإسبانية: La Comunidad)‏، وهي مجموعة دعم للرجال المثليين اللاتينيين في منطقة ديترويت الحضرية.
كان كوفي أيضًا الرئيس التنفيذي لمشروع الوقاية من الإيدز في الغرب الأوسط ومدير العمليات في «تحالف ميشيغان لمكافحة الإيدز» (بالإنجليزية: the Michigan AIDS Coalition)‏، وهي المنظمة الناتجة عن دمج الوقاية من الإيدز في الغرب الأوسط وصندوق ميشيغان لمكافحة الإيدز في عام 2009. وغادر ائتلاف ميشيغان لمكافحة الإيدز في العام التالي. شارك في تأسيس «فخر فرندال للمثليين» في عام 2011 عندما انتقلت مسيرة فخر المثليين موتور سيتي برايد من فيرندال إلى ديترويت.

## الحياة السياسية
خسر كوفي سباقه الأول لمجلس مدينة فيرندال في عام 1995 بهامش واسع، لكنه انتخب في محاولته الثانية وخدم من 1999 إلى 2008. كان أول عضو مجلس مدينة مثلي الجنس في فيرندال. قدم كوفي كعضو في مجلس المدينة مرسوم حقوق الإنسان لفرندال في عام 2006، والذي وافق عليه الناخبون في نوفمبر من ذلك العام.
وهو يعتبر أول رئيس بلدية مثلي الجنس لمدينة فيرندال إذ تم انتخابه في 6 نوفمبر 2007 لمدة عامين، خلفًا لرئيس البلدية لمدة ثلاث فترات روبرت بورتر، وذلك بهزيمة توم جاني في تصويت 54% لصالحه مقابل 46% لجاني. وأعيد انتخابه دون معارضة في نوفمبر 2009. ترشح في عام 2010 لجنة مقاطعة أوكلاند وفاز في الانتخابات الديمقراطية الأولية الثلاثية في 3 أغسطس 2010 وتغلب على منافسه الجمهوري في الانتخابات العامة في نوفمبر.
واجه كوفي بعد إعادة تقسيم الدوائر الجمهورية زميلته الديمقراطية هيلين زاك (الحزب الديمقراطي - هنتنغتون وودز) في الانتخابات التمهيدية والتي خسرها في 7 أغسطس 2012 بنسبة 54% لصالح زاك مقابل 46% لصالحه. بدأ العمل في أوائل عام 2013 كمساعد خاص لمفوض الموارد المائية في مقاطعة أوكلاند جيم ناش.
ترشح مرة أخرى لمنصب رئيس بلدية فيرندال بولاية ميشيغان في 5 نوفمبر 2013 متحديًا شاغل المنصب ديفيد كولتر، ولكنه هُزم. وتحدى كوفي دون جدوى شاغل منصب رئيس شرطة مقاطعة أوكلاند الحالي مايك بوشارد في عام 2016. وترشح في عام 2020 لمنصب أمين صندوق مقاطعة ستارك (التابعة لولايو أوهايو)، ولكنه خسر.